# Телевидение в Италии
Телевидение в Италии появилось в 1939 году, когда начались первые экспериментальные трансляции. Однако, это продолжалось в течение очень короткого времени: когда в 1940 году фашистская Италия вступила во Вторую мировую войну, все трансляции были прерваны и реально возобновились лишь через девять лет после её окончания, 3 января 1954 года.

## История

### Монополия Rai (1954—1985)
3 января 1954 — RAI запустила первый телеканал, получивший название «Национальная программа» (Programma Nazionale), RAI была переименована в Итальянское радио и телевидение (Radiotelevisione Italiana, RAI). 
4 ноября 1961 г. — телевидение в Италии стало двухпрограммным: RAI запустила второй телеканал — «Вторая программа» (Secondo Programma).
24 сентября 1974 г. — региональная частная телекомпания "Tele Milano CAVO" запустила одноимённый канал, который в середине 1980-х г. стал общенациональным, после чего телевидение Италии стало пятипрограммным. 
1976 г. — "RAI Первая программа" была переименована в "RAI TV 1", "RAI Вторая программа" в "RAI TV 2"
15 декабря 1979 г. — телевидение в Италии стало трёхпрограммным: RAI запустила третий телеканал — "RAI TV 3"

### Конец монополии Rai (1985—1997)
30 сентября 1980 — в Италии появился частный телеканал Canale 5.
4 января 1982 — телевидение в Италии стало четырёхпрограммным: частная телекомпания «Retequattro» запустила одноимённый телеканал.
3 января 1982 — телевидение в Италии стало шестипрограммным: частная телекомпания «Rusconi» запустила одноимённый телеканал через год переименованный в "Italia 1".
1996 — телевидение в Италии стало семипрограммным: итальянская частная телекомпания выкупила у Telemontecarlo одноимённый канал и начала её ретрансляцию в Италию
20 октября 1990 год частная телекомпания Telepiù запустил аналоговую платформу TELE+ из трёх платных каналов — TELE+1, TELE+2, TELE+3.
В декабре 1993 года частная телекомпания Stream запустил аналоговую платформу Stream TV.

### Возникновение спутникового телевидения (1997—2003)
В январе 1997 года Telepiù запускает спутниковую платформу DStv.
4 мая 1998 году Stream запускает свою спутниковую платформу.
1 сентября 1997 г. — телевидение в Италии стало восьмипрограммным: частная телекомпания запустила телеканал Rete A/MTV.
1999 г. — телевидение в Италии стало девятипрограммным: частная телекомпания Discovery Italia запустила телеканал DeeJay TV.
В марте 2001 года — телекоммуникационная компания Fastweb запускает сеть кабельного цифрового телевидения TV di Fastweb, одновременно Rai через эту сеть запускает платформу Rai Click (в 2009 году переименована в Rai On), состоящую из интерактивных 7 каналов.
В 2001 году Telemontecarlo был заменён другим частным каналом La7.

### Возникновение цифрового телевидения (с 2003)
В 2003 году Rai запускает свою цифровую платформу.
31 июля 2003 года Telepiù и Stream объединились в телекомпанию Sky Italia, запустившую одноимённую спутниковую платформу.
20 января 2005 года Mediaset запускает платную цифровую платформу Mediaset Premium.
В сентябре 2008 года создана телекоммуникационная компания Tivù 31 июля 2009 года под брендом tivùsat начавшая осуществлять спутниковую ретрансляцию многих итальянских каналов.
5 ноября 2012 года TV di Fastweb и Rai On были закрыты.

## Типы телевещания
В Италии существуют 4 типа телевещания:
- Эфирное телевидение
  - Эфирное аналоговое телевидение (до 2012 года)
  - DVB-T
    - FTA
    - Pay TV
- Спутниковое телевидение
  - FTA
  - Pay TV
- Кабельное телевидение
- IPTV

### DVB-T в Италии
В Италии существует 10 операторов DVB-T:
- Rai Way, мультиплексы:
  - RAI Mux 1
  - RAI Mux 2
  - RAI Mux 3
  - RAI Mux 4
  - RAI Mux 5
- Elettronica Industriale, мультиплексы:
  - Mediaset 1
  - Mediaset 2
  - Mediaset 3
  - Mediaset 4
  - Mediaset 5
- Telecom Italia Media Broadcasting, мультиплексы:
  - TIMB 1
  - TIMB 2
  - TIMB 3
- Gruppo Editoriale L'Espresso, мультиплексы:
  - Rete A 1
  - Rete A 2
- LA7, мультиплекс:
  - Cairo Due
- Prima TV, мультиплекс:
  - Dfree
- 3 Italia, мультиплекс:
  - La3
- Television Broadcasting System, мультиплекс:
  - Alpha
- Canale Italia, мультиплекс:
  - Canale Italia
- Centro Europa 7 S.r.l, мультиплекс:
  - Europa7 HD DVB-T2

### Эфирное Pay TV
Представлено оператором Mediset, имеющим цифровую платформу Mediaset Premium.

### Спутниковое телевидение
Представлено двумя операторами:
- tivùsat — ретранслирует каналы других вещателей
- Sky Italia — ретранслирует каналы других вещателей, а также имеет собственную спутниковую платформу

## Телекомпании
В Италии есть две основные национальные телевизионные организации, делящие между собой подавляющую часть аудитории: общественная «Rai», на долю которой в мае 2014 пришлось 37% от времени, проводимой итальянцами за просмотром телевидения («доля аудитории») и «Mediaset», коммерческая телевещательная сеть, на которую пришлось 33%. Третий крупнейший игрок, итальянский филиал «Discovery Communications», имел в том же месяце долю аудитории 5,8%. Помимо этих трёх специализирующихся на бесплатных телеканалах компаний, популярность растёт у платформы цифрового спутникого телевидения «Sky Italia» от корпорации «New Corporation».
Подобно всем другим итальянским средствам массовой информации, итальянское телевидение считается по ряду мнений (как в своей стране, так и со стороны) чересчур политизированным. По данным проведённого в декабре 2008 года опроса только 24% итальянцев доверяли программам телевизионных новостей, что намного меньше британского показателя в 38%, что сделало Италию одной из только трёх стран (среди тех, где был проведён опрос), где онлайн-источники считаются более надёжными в плане информации, чем телевидение. При этом доля общественно-политических программ на основных итальянских телеканалах меньше чем в Великобритании и США — выпуски новостей на телеканалах Rai и Mediaset значительно короче чем на BBC, ITV и частных телекомпаниях США.
На апрель 2022 года в Италии насчитывается 45 миллионов телевизионных устройств в домах Италии. Альтернативой телевидению являются иные гаджеты, которых как источник приёма сигнала насчитывается 75 миллионов единиц.
Компанией, измеряющей телевизионные рейтинги, является Auditel.